# ساو غونسالو دوس كامبوس
ساو غونسالو دوس كامبوس (بالبرتغالية: São Gonçalo dos Campos‏)؛ بلدية في ولاية باهيا في المنطقة الشمالية الشرقية من البرازيل.